# Communauté de communes de la Castagniccia-Casinca
La communauté de communes de la Castagniccia-Casinca est une communauté de communes française située dans le département de la Haute-Corse dans la collectivité territoriale de Corse.

## Historique
La communauté de communes est créée au 1er janvier 2017 par arrêté du 27 décembre 2016. Elle est formée par fusion de la communauté de communes d'Orezza-Ampugnani et de la communauté de communes de la Casinca, étendue aux communes de Campile, Crocicchia, Ortiporio, Penta-Acquatella, Prunelli-di-Casacconi et Volpajola (issues de la communauté de communes du Casaccóni È Gólu Suttanu).

## Territoire communautaire

### Composition

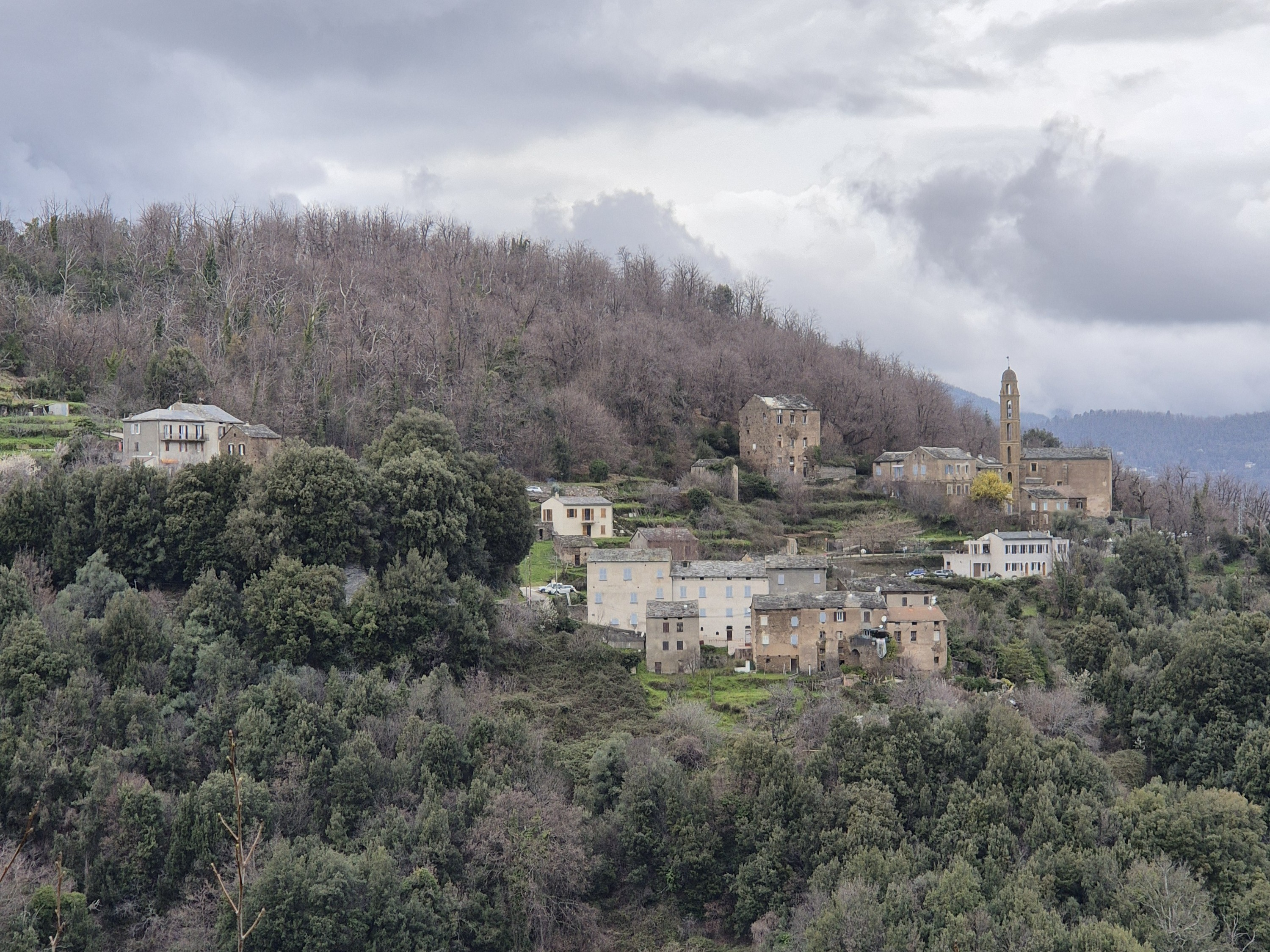
Paysage de Castagniccia et le village de Rapaggio, dans la vallée d'Orezza.

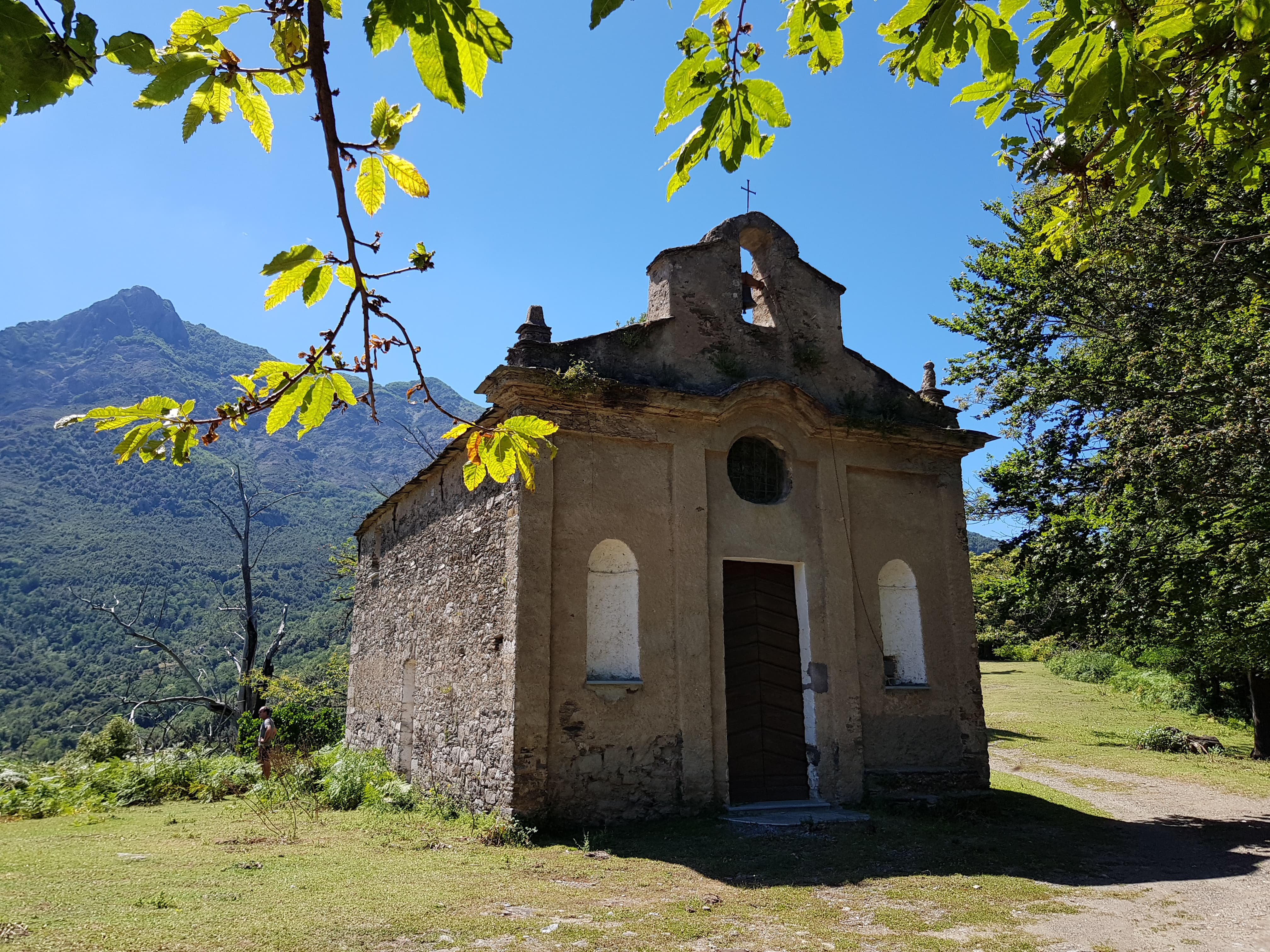
La chapelle Saint-Christophe de Polveroso et le Monte San Petrone, en arrière-plan.

La communauté de communes est composée des 42 communes suivantes :

| Nom                    | Code Insee | Gentilé           | Superficie (km2) | Population (dernière pop. légale) | Densité (hab./km2) |
| ---------------------- | ---------- | ----------------- | ---------------- | --------------------------------- | ------------------ |
| Vescovato (siège)      | 2B346      | Vescovatais       | 17,52            | 3 393 (2022)                      | 194                |
| Campana                | 2B052      |                   | 2,37             | 22 (2022)                         | 9,3                |
| Campile                | 2B054      | Campilais         | 9,79             | 181 (2022)                        | 18                 |
| Carcheto-Brustico      | 2B063      | Carchetu Brusticu | 5,19             | 57 (2022)                         | 11                 |
| Carpineto              | 2B067      |                   | 2,44             | 37 (2022)                         | 15                 |
| Casabianca             | 2B069      | Casabiancais      | 3,68             | 121 (2022)                        | 33                 |
| Casalta                | 2B072      |                   | 4,91             | 52 (2022)                         | 11                 |
| Castellare-di-Casinca  | 2B077      |                   | 8,88             | 722 (2022)                        | 81                 |
| Croce                  | 2B101      |                   | 6,43             | 80 (2022)                         | 12                 |
| Crocicchia             | 2B102      |                   | 4,32             | 81 (2022)                         | 19                 |
| Ficaja                 | 2B113      |                   | 5,05             | 59 (2022)                         | 12                 |
| Giocatojo              | 2B125      |                   | 2,43             | 50 (2022)                         | 21                 |
| Loreto-di-Casinca      | 2B145      | L'Ordacci         | 8,1              | 197 (2022)                        | 24                 |
| Monacia-d'Orezza       | 2B164      |                   | 4,52             | 24 (2022)                         | 5,3                |
| Nocario                | 2B176      | Nocariais         | 3,08             | 75 (2022)                         | 24                 |
| Ortiporio              | 2B195      |                   | 5,06             | 130 (2022)                        | 26                 |
| Parata                 | 2B202      |                   | 2,83             | 25 (2022)                         | 8,8                |
| Penta-Acquatella       | 2B206      |                   | 3,1              | 40 (2022)                         | 13                 |
| Penta-di-Casinca       | 2B207      | Pentolais         | 18,53            | 3 523 (2022)                      | 190                |
| Piano                  | 2B214      | Pinolais          | 3,41             | 18 (2022)                         | 5,3                |
| Piazzole               | 2B217      | Piazziulincis     | 3,86             | 50 (2022)                         | 13                 |
| Pie-d'Orezza           | 2B222      |                   | 5,79             | 37 (2022)                         | 6,4                |
| Piedicroce             | 2B219      | Piedicrocinchi    | 3,27             | 80 (2022)                         | 24                 |
| Piedipartino           | 2B221      |                   | 3,25             | 17 (2022)                         | 5,2                |
| Poggio-Marinaccio      | 2B241      |                   | 2,87             | 35 (2022)                         | 12                 |
| Polveroso              | 2B243      |                   | 1,96             | 35 (2022)                         | 18                 |
| Porri                  | 2B245      | Porrinchi         | 4,5              | 44 (2022)                         | 9,8                |
| La Porta               | 2B246      | Purtulani         | 5,16             | 191 (2022)                        | 37                 |
| Prunelli-di-Casacconi  | 2B250      | Prunellais        | 6,02             | 149 (2022)                        | 25                 |
| Pruno                  | 2B252      |                   | 6,44             | 176 (2022)                        | 27                 |
| Quercitello            | 2B255      |                   | 3                | 46 (2022)                         | 15                 |
| Rapaggio               | 2B256      |                   | 2,56             | 31 (2022)                         | 12                 |
| San-Damiano            | 2B297      | San-Damianais     | 5,72             | 54 (2022)                         | 9,4                |
| San-Gavino-d'Ampugnani | 2B299      |                   | 3,22             | 104 (2022)                        | 32                 |
| Scata                  | 2B273      |                   | 2,8              | 42 (2022)                         | 15                 |
| Silvareccio            | 2B280      |                   | 4,82             | 100 (2022)                        | 21                 |
| Sorbo-Ocagnano         | 2B286      | Sorbais           | 10,63            | 901 (2022)                        | 85                 |
| Stazzona               | 2B291      |                   | 1,39             | 34 (2022)                         | 24                 |
| Valle-d'Orezza         | 2B338      |                   | 3,93             | 26 (2022)                         | 6,6                |
| Venzolasca             | 2B343      | Venzolascais      | 16,15            | 1 840 (2022)                      | 114                |
| Verdèse                | 2B344      | Verdesois         | 1,02             | 43 (2022)                         | 42                 |
| Volpajola              | 2B355      | Volpajolais       | 13,03            | 382 (2022)                        | 29                 |

### Démographie
| 1968  | 1975  | 1982  | 1990  | 1999   | 2006   | 2011   | 2016   | 2022   |
| ----- | ----- | ----- | ----- | ------ | ------ | ------ | ------ | ------ |
| 8 648 | 8 471 | 8 440 | 8 729 | 10 001 | 11 035 | 11 811 | 12 433 | 13 304 |

## Administration

### Siège
Le siège de la communauté de communes est situé à Vescovato.

### Présidence
| Période      | Période  | Identité     | Étiquette | Qualité                        |
| ------------ | -------- | ------------ | --------- | ------------------------------ |
| janvier 2017 | En cours | Antoine Poli | PRG       | Adjoint au maire de Venzolasca |